# 寶珠山駿
寶珠山 駿（ほうじゅやま しゅん、1997年9月22日 - ）は、日本の俳優。オウサム所属。7人組ボーイズグループ「S/TEAM BLOOD」のメンバーである。

## 人物
- 足のサイズは25.5cm[1]。
- 特技はバスケットボール、水泳、サッカー、指笛[1]。

## 出演

### 舞台
- 東京ワンピースタワー ONE PIECE LIVE ATTRACTION 『MARIONETTE』（2019年）モンキー・D・ルフィ 役[2]
- ミュージカル『新テニスの王子様』 - 桃城武 役[3]
  - The First Stage（2020年 - 2021年）[4]
  - Revolution Live 2022（2022年）[5]
- コトバノコトバ（2021年）コテハ 役[6]
- ミュージカル『テニスの王子様』4thシーズン - 桃城武 役[7]
  - お披露目会（2021年）[8]
  - 青学vs不動峰（2021年）[9]
  - 青学vs聖ルドルフ・山吹（2022年）[10]
  - 青学vs氷帝（2023年）[11]
  - 青学vs六角（2023年）[12]
  - 青学vs立海（2024年）[13]
- ボーダレス（2022年）[14]
- 舞台『カリスマ de ステージ』 - 猿川慧 役
  - 『カリスマ de ステージ』～ようこそ!カリスマハウスへ～（2023年3月30日 - 4月9日、Mixalive TOKYO Theater Mixa）[15]
  - 『カリスマ de ステージ』～おかえり！カリスマハウス～（2024年6月28日 - 7月7日、品川プリンスホテル ステラボール）[16]
  - 『カリスマ de ステージ』〜集まれ!カリスマ文化祭!〜（2024年11月9日 - 13日、IMM THEATER）[17]
  - 『カリスマ de ステージ』〜帰ろう！カリスマハウス〜（2025年8月29日 - 9月9日〈予定〉、品川プリンスホテル ステラボール）[18]
- 生き逃げ (2024年)   - 海野役
- 『あの春は、いつまでも青い』-永南高校バスケットボール部-（2024年）[19]
- 舞台『幕が上がる』（2024年）[20]
- FOLKER（2025年）[21]
- 殺し屋トレイシー兄弟の楽しすぎる夜（2025年）[22]
- 春醒（2025年）[23]

### ミュージックビデオ
- Little Glee Monster「はじまりのうた」[1]
- w-inds.「We don't Need To Talk Anymore」[1]
- 神様、僕は気づいてしまった「わたしの命を抉ってみせて」[1]

### イベント
- TAKESHI KONOMI Presents『テニプリ☆ソニック2022-おてふぇす in 日本武道館』（2022年）[24]
- ACTORS☆LEAGUE in Basketball 2022（2022年）[25]

### テレビドラマ
- ファイブ（2017年、フジテレビ）[1]

### 映画
- 二度めの夏、二度と会えない君（2017年、キノフィルムズ）[1]
- となりの怪物くん（2018年、東宝）桑田義輝 役[1]
- あの頃、君を追いかけた（2018年、キノフィルムズ）神野裕太 役[1]